# Protuberantia occipitalis interna
Protuberantia occipitalis interna eller Indre occipitale protuberans er placeret på den indre overflade af nakkebenet, i det punkt hvor de fire opdelinger af Eminentia cruciformis mødes. På hver side løber en fure for den tværgående sinus.